# André-Frank Zambo Anguissa
André-Frank Zambo Anguissa, född 16 november 1995 i Yaoundé, är en kamerunsk fotbollsspelare som spelar för Napoli.

## Klubbkarriär
Den 31 augusti 2021 lånades Zambo Anguissa ut av Fulham till italienska Napoli på ett säsongslån. I maj 2022 meddelade Napoli att de utnyttjade en köpoption i låneavtalet och värvade Zambo Anguissa i en permanent överång. I november 2022 förlängde han sitt kontrakt fram till sommaren 2025 med option på ytterligare två år.

## Landslagskarriär
I december 2021 blev Zambo Anguissa uttagen i Kameruns trupp till Afrikanska mästerskapet 2021. I november 2022 blev han uttagen i Kameruns trupp till VM 2022.